# Dáfni (Tripoli, Arcadie)
Pour les articles homonymes, voir Dafni (homonymie).
Dáfni (grec moderne : Δάφνη) est une localité située dans le dème de Tripoli, dans le district régional d'Arcadie, dans la périphérie du Péloponnèse, en Grèce.
Selon le recensement de 2021, elle compte 28 habitants.